# Neobathiea
Neobathiea Schltr., 1925 è un genere di piante della famiglia delle Orchidacee, endemico del Madagascar e delle isole Comore.
Il nome del genere è un omaggio al botanico francese Henri Perrier de la Bâthie (1873-1958).

## Descrizione
Comprende piccole orchidee epifite o raramente litofite, con fusti brevi, a crescita monopodiale,  e mediamente 4-6 foglie, da obovate a oblanceolate, disposte a ventaglio.
Il fiore, singolo o disposto in infiorescenze pauciflore, di colore dal bianco al verde pallido, con labello intero o trilobato, si caratterizza per la presenza di un lungo sperone nettarifero, che misura, a seconda delle specie, dai 3 ai 20 cm.

## Tassonomia
Il genere Neobathiea appartiene alla sottofamiglia Epidendroideae (tribù Vandeae, sottotribù Angraecinae).
Comprende 6 specie:
- Neobathiea comet-halei Hermans & P.J.Cribb
- Neobathiea grandidierana (Rchb.f.) Garay
- Neobathiea hirtula H.Perrier
- Neobathiea keraudrenae Toill.-Gen. & Bosser
- Neobathiea perrieri (Schltr.) Schltr.
- Neobathiea spatulata H.Perrier